# 1-Octanol
1-Octanol (kurz Octanol oder Oktanol) ist eine chemische Verbindung aus der Stoffgruppe der aliphatischen Alkohole und  ist ein primärer Alkohol.  Neben dem 1-Octanol existieren weitere Isomere von Octanol, zum Beispiel das 2-Octanol, 3-Octanol und 4-Octanol.

## Vorkommen

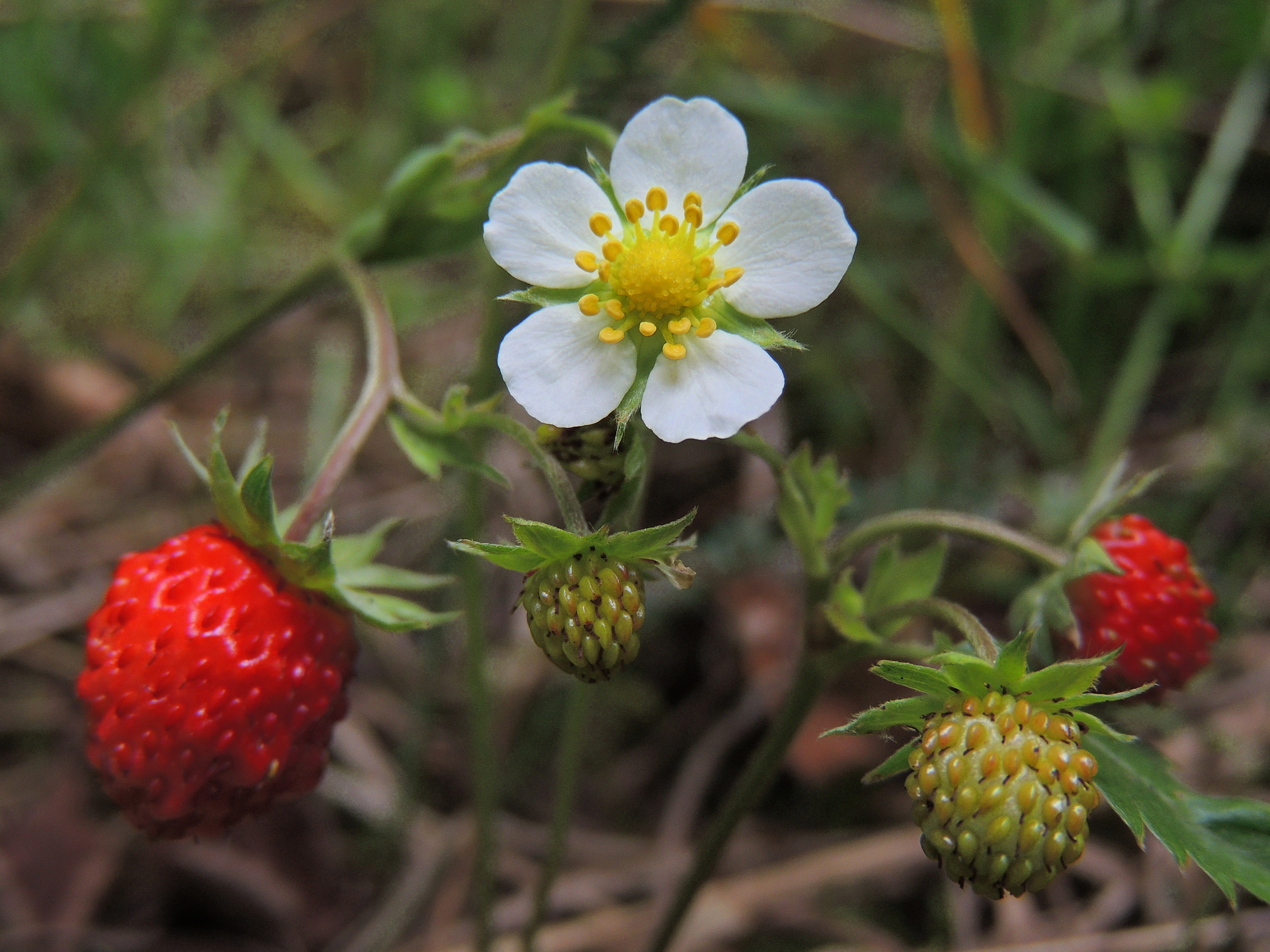
Natürlich kommt 1-Octanol in u. a. in Wald-Erdbeeren vor

Natürlich kommt 1-Octanol u. a. in Erdbeeren (Fragaria spp), Wald-Erdbeeren, der Anis-Duftnessel, Boswellia sacra, Tee (Camellia sinensis), Johanniskraut (Hypericum perforatum) und Ingwer (Zingiber officinale) vor. In der Wald-Erdbeere entstehen 1-Octanol und dessen Ester als Hauptaromakompenten während des Reifungsprozesses aus Caprylsäure.

## Eigenschaften
1-Octanol ist eine klare, farblose Flüssigkeit mit charakteristischem Geruch, die unter Normaldruck bei 195 °C siedet. Die Dampfdruckfunktion ergibt sich nach Antoine entsprechend log10(P) = A−(B/(T+C)) (P in bar, T in K) mit A = 6,47682, B = 2603,359 und C = −48,799 im Temperaturbereich von 293 bis 353 K sowie mit A = 3,74844, B = 1196,639 und C = −149.043 im Temperaturbereich von 352,1 bis 468,5 K. Die Verbindung bildet oberhalb der Flammpunktstemperatur entzündliche Dampf-Luft-Gemische. Sie hat einen Flammpunkt bei 81 °C. Die untere Explosionsgrenze (UEG) liegt bei 0,8 Vol.‑% (43 g/m3). Entsprechend der Dampfdruckfunktion ergeben sich ein unterer Explosionspunkt von 77,5 °C sowie ein oberer Explosionspunkt von 107 °C. Die Grenzspaltweite wurde mit 0,95 mm bestimmt. Es resultiert damit eine Zuordnung in die Explosionsgruppe IIA. Die Zündtemperatur beträgt 245 °C. Der Stoff fällt somit in die Temperaturklasse T3.
Die Löslichkeit von Wasser in 1-Octanol beträgt 48,9 mg·g−1 bei 298,15 K.

## Verwendung
1-Octanol wird zu Estern weiterverarbeitet, die als Duftstoffe eingesetzt werden. Beim Octanol/Wasser-Verteilungskoeffizient, der in der Umweltchemie, Ökotoxikologie und Pharmakokinetik zur Abschätzung des Verhaltens einer Substanz verwendet wird, stellt 1-Octanol die natürliche organische Phase dar.